# Emiliano Zapata, Mixtlán
Emiliano Zapata är en ort i Mexiko.   Den ligger i kommunen Mixtlán och delstaten Jalisco, i den centrala delen av landet, 600 km väster om huvudstaden Mexico City. Emiliano Zapata ligger 1 570 meter över havet och antalet invånare är 159.
Terrängen runt Emiliano Zapata är kuperad åt sydost, men åt nordväst är den bergig. Terrängen runt Emiliano Zapata sluttar österut. Runt Emiliano Zapata är det mycket glesbefolkat, med 5 invånare per kvadratkilometer. Närmaste större samhälle är Guachinango, 18,6 km sydost om Emiliano Zapata. I omgivningarna runt Emiliano Zapata växer huvudsakligen savannskog.